# 欽差行臺
25°01′56″N 121°30′31″E / 25.032085°N 121.508704°E
欽差行臺，是臺灣清治時期原建於臺北府城的迎賓館，位於今臺北市境內，曾作為臺灣總督府使用，後部分拆遷至北植物園作林業館之用，先後被誤會為臺灣巡撫衙門、臺灣布政使司衙門，後於2013年由臺北市政府指定為市定古蹟。

## 歷史沿革

### 建於府城

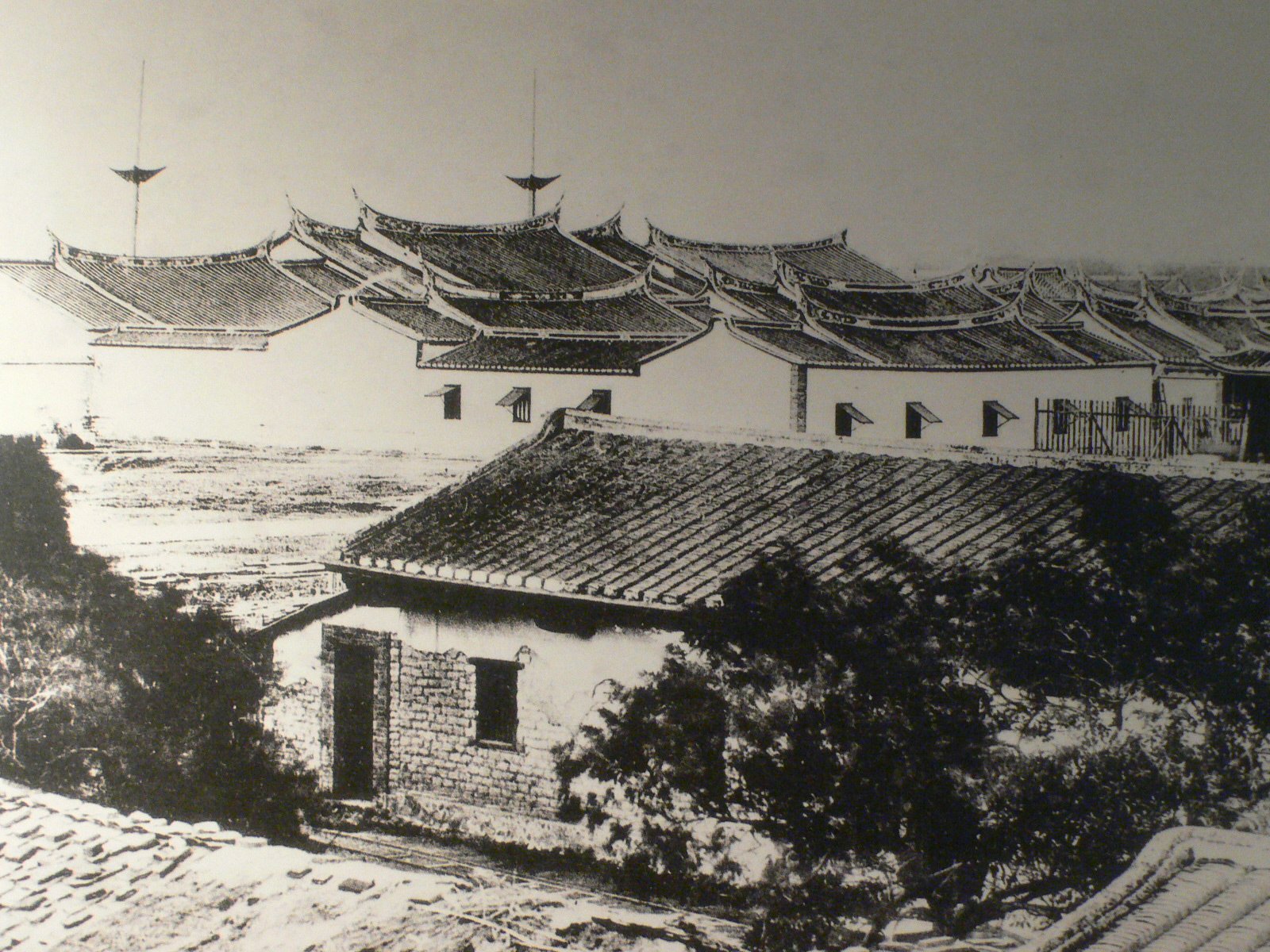
欽差行臺（1895年）

清治時期，臺北府城北門外的大稻埕河溝頭設有接官亭，凡朝廷諭旨或新官上任都在此處接待，而布政使司衙門、台北府衙等官署就集中於臺北府城西北角。光緒十八年（1892年），台灣巡撫邵友濂斥資兩萬銀兩，在布政使司衙門旁興建一座接待至臺灣視察的中央高級官員的迎賓館，名為「欽差行臺」。光緒二十年（1894年）年落成。此建物同樣是在臺北城內西北角，如此從北門可至大稻埕碼頭，出西門則可通艋舺，便於官民往來。城內還有從上海及日本購置的一百多輛人力車及馬車若干輛，行駛於城內、艋舺、大稻埕之間，以利交通。
台灣民主國成立時，欽差行臺作為統籌軍務的籌防局。1895年6月10日，日軍由北門入台北城，以此建築為總督府辦公廳舍。此後於1919年臺灣總督府（今中華民國總統府）完成前，共七任總督在欽差行臺辦公。日本政府會在此舉行始政紀念日，而臺灣人則暗稱「死政紀念日」。
1911年3月末，梁啟超應林獻堂之請到臺灣旅行，見到成為總督府之處，作〈台北節署，劉壯肅所營，今為日本總督府矣〉之詩。
總督府新廈落成後，欽差行臺逐漸荒廢，一度作為盲啞學校使用。
1932年，日本政府以紀念天皇登基為由，擬興建臺北公會堂，為了要不要保存欽差行臺有兩派激辯，最後以「總督府舊廳舍」的名義遷移保存。部分布政使司衙門及欽差行臺建築移往圓山動物園、淨土宗台北別院（今善導寺）及台北植物園內保存外，其餘附近房舍皆於1932年8月拆除，多數遷移建物日後皆毀壞，僅移置植物園的欽差行臺部分建物留存。

### 誤為衙門
欽差行臺新址方位坐西朝東略偏北，占地面積一千一百餘平方公尺，該處原為沼澤，地下四公尺處還有訊塘埔文化層。
日本人將欽差行臺改稱「修古館」，作熱帶標本陳列室。戰後初期曾為外省居民所占，屋內廚廁林立。1961年初時報導時建物已被誤以為是巡撫衙門，但巡撫衙門早在乙未戰爭時被謠傳地底埋藏黃金而遭焚毀。1961年3月14日晚，針對台北市文化界人士為保存此建物作臺灣史蹟陳列館，林業試驗所發表書面聲明，因欠缺經費難以作古蹟維修，目前充作員工宿舍，計畫將來改作林業館。1963年大規模整修，部分損壞樑柱更換為鋼筋混凝土。
1965年3月20日，林業館成立。為住宿與展覽需要，館方在牆上釘圖表模型、內部隔間，左右廂房加額外木窗，彩繪多為後人所作的俗麗之作，使得古蹟受傷加劇。馬英九回憶當時他讀建國中學時，常到植物園遊逛，看見此館都是封閉狀態。1975年，國立故宮博物院院長蔣復璁在臺灣地區文獻工作研討會中，表示應將此建物恢復原先風貌，獲國立歷史博物館館長何浩天響應。後來，臺北市文獻會對照存檔舊照片，發現巡撫衙門和布政使衙門的建築迥然有別，遂於1983年4月立古蹟碑時，該建物改稱「布政使衙門」，行文給內政部更正。
1985年8月19日，內政部以「布政使衙門」之名公告為台閩地區二級古蹟。

### 長期修復
1987年10月15日起，欽差行臺因有傾塌危險暫停對外開放。台北市政府曾編列有關修建預算，卻遭市議會以產權屬於省政府而刪除。1988年2月，林業試驗所會同文建會及內政部等有關單位開會，決定以「委託台北市政府管理」或「省府編列預算」兩種方式，報請臺灣省政府作最後決定。省府召建議台北市政府同意比照公共設施保留地徵收標準辦理有償撥用，但未達成協議。市政多次向林務局交涉產權問題，但對方所要求的六千多萬元經費一直沒有下落，古蹟日益衰敗。1988年，省府同意將館內陳列物遷離，方便民政局實地會勘規劃，卻一年未見任何遷移行動，拖延修復，引起林衡道憤怒。至1990年代時，頭門左上角屋頂已生長出一棵大樹，樹根鑽穿屋頂，樹根盤曲牆面，壁面部分剝落，中庭及左右廂房荒草藤蔓密布，大堂屋頂破漏可望見天際，屋內燈飾墜地，柱子腐蝕，山牆破損，左右廊的土石牆表層剝落、裂開。
1991年，臺北市政府民政局向內政部尋求經費補助獲首肯後，遂委託楊仁江建築事務所進行修護調查研究計畫，該年3月12日並邀請林衡道、王啟宗、尹章義、周宗賢、徐裕健、薛琴、閻亞寧等教授，針對整個調查計畫提出修正意見，整修經費約需一千八百萬元。 民政局以整修費達無著落，向內政部爭取多次，終獲首肯補助。1995年2月28日，民政局局長王月鏡奉市長陳水扁之命督導台北市古蹟維修，偕同民政局副局長葉良增、研考會專門委員胡康忠等人勘察此建物現況。1995年6月1日，楊仁江建築師事務將設計圖說、施工規範送達民政局，以供民政局辦理發包作業。當月，民政局開始招標，先後三次流標，11月底改為議價，正明營造公司以兩千六百多萬元議得修復工程，但業者因認為會賠本，12月初放棄兩百萬元保證金，未與民政局簽約。
1996年2月17日，市府與慶仁營造公司簽約，3月2日展開修護。現場修護工程由陳俊旭負責，楊仁江指導。
木結的修護大都分成木工、泥作和油漆工，全部須經由全臺灣各地找來的老師父指導，才能一步步完成。建物的七十六支樑柱，其中有少部分水泥柱早在規劃報告中即已規定應全部拆除，恢復成原有的福杉大樑，外層所包的紗布也拆除，全部改為五層麻紗，以增其防腐和防蟲效果，再由泥工分十二次逐層修護。陳俊旭回憶當時開工時，發現大堂中脊大樑早經蟲蛀空心，剛巧與鄰近長成碗口粗的榕樹枝形成緊密支撐，大堂中脊才不致倒塌。
原先欽差行臺預計於1998年6月，對外開放。但該年初，進度至外牆裂縫補修工作時，建築師對原先補修計劃有意見，1月5日，民政局再度邀請學者專家前往會勘。對於維修工程和約，民政局規定清理牆表層，承接廠商不能強力敲打撞擊，若不慎損毀古蹟構造物者，除須負起賠償、復原責任，也將依法處理。
1998年籌備委員會第三次會議，黃富三、黃光男、莊永明等人所決議，將朝台北設府、中法戰爭、劉銘傳治台、台灣建省、抗日戰爭等歷史核心館為主，將此館故定名為「府城文物館」，但7月15日，受到議員林晉章質疑極容易與原有的國立及省立歷史博物館混淆。次年4月18日，因學者黃柏鈴反對古蹟改為展覽館，因此民政局特定在植物園再利用工程研討會，邀他與規劃的楊仁江進行公開辯論。
九二一大地震後，大廳出現屋架傾斜、樑柱不正現象，又因地處沼澤區，當初為遷建而填地在地震後壓密，出現不平均的現象，地基下沈。至2002年底，古蹟整修完工。2005年，林業試驗所接管，數次閉館整修。
2024年0403花蓮大地震後，再次閉館修復。

### 學者正名
植物園委託學者李瑞宗撰寫研究書，經一年調查環境、史料與地圖後，他察覺布政使衙門與此建物方位的差異與建築形制、材質的不同，考證出這棟建築是欽差行臺。2007年，他出書《台北植物園與清代欽差行台的新透視》，將之正名。但2010年5月8日，林業試驗所依然以「台灣布政使司文物館」之名開幕。直到2013年11月，政府才正式修正為欽差行臺。
2018年3月20日，文化部宣布啟動將欽差行臺從直轄市定古蹟升為國定古蹟的價值評估。

## 建築設計
整體格局為七開間三進式、田字形平面配置平面配置，由頭門、儀門及大堂，與左右廂房、中、左、右通廊組成。建物牆面部分以唭哩岸石砌造而成，並以細石、泥土、碎磚填補空隙，柱珠、磉石、抱鼓石、石枕、石門臼、竹節窗、石條窗等則以觀音山石打造。
頭門的中門繪有意寓護衛官衙的武門神，邊門彩繪分別手持燭、花、鹿、冠以象徵「榮華、富貴、加冠、晉祿」的文門神。原設於前門反光、辟邪用的照壁被日本人移到後面。門邊的石鼓外側有象徵椒圖的捲螺紋，石鼓內側左為青龍、右為白虎。
第二進的儀門是官員整理儀容，準備晉見長官的地方，面寬五開間，開三門。屋頂為紅板瓦，屋脊有泥塑、花草剪黏裝飾，屋脊兩端往上翹起作燕尾分叉，左右有廂房與頭門相連。
第三進的大堂面寬五開間，乃建物中室內面積最大、屋頂最高的空間。室內有十六根根柱子，是臺灣現存清代建築中，跨距最大、棟架最高的木結構建築之一。堂有左廊、右廊、中廊與儀門相連，屋頂較低，造型樸素。圓柱為福杉建材，表面漆上紅漆，柱子兩端微縮成梭狀，立於觀音山石雕刻而成的鼓形柱珠上，在梁柱接合處上下，各有金漆的藤柱箍，用以加強梁柱接合部位的結構強度。
1996年中華民國總統選舉，李登輝與連戰台北市競選總部發行以台灣歷代最高治理機關為主題的典藏紀念郵票，其中就有此建物、台北州廳舍、總統府、臺北賓館及臺北公會堂等古蹟照片。

## 外部連結
- 文化部 iCulture-文化空間 欽差行臺 （页面存档备份，存于）
- 欽差行臺介紹-台北植物園館-農業知識入口網